# NGC 5073
NGC 5073 is een balkspiraalstelsel in het sterrenbeeld Maagd. Het hemelobject werd op 8 februari 1785 ontdekt door de Duits-Britse astronoom William Herschel.

## Synoniemen
- MCG -2-34-25
- UGCA 346
- FGC 1594
- IRAS13167-1435
- PGC 46441